# Julien Van Asbroeck
Julien Van Asbroeck – belgijski strzelec, mistrz świata. Brat strzelca Paula Van Asbroecka.
Był związany z Brukselą. Podczas swojej kariery Van Asbroeck zdobył 5 medali na mistrzostwach świata. Został indywidualnym mistrzem w pistolecie dowolnym z 50 m podczas turnieju w 1905 roku. 3 razy zdobył złoto mistrzostw świata w zawodach drużynowych (1905, 1906, 1907), ponadto osiągnął srebro w 1908 roku. Wszystkie medale w zawodach drużynowych wywalczył wraz z bratem Paulem.

## Wyniki

### Medale mistrzostw świata
Opracowano na podstawie materiałów źródłowych:
| Mistrzostwa   | Konkurencja                       | Wynik                             | Miejsce |
| ------------- | --------------------------------- | --------------------------------- | ------- |
| Bruksela 1905 | Pistolet dowolny, 50 m            | 507 pkt.                          |         |
| Bruksela 1905 | Pistolet dowolny, 50 m, drużynowo | 2486 pkt. (druż.) 507 pkt. (ind.) |         |
| Mediolan 1906 | Pistolet dowolny, 50 m, drużynowo | 2425 pkt. (druż.) 474 pkt. (ind.) |         |
| Zurych 1907   | Pistolet dowolny, 50 m, drużynowo | 2398 pkt. (druż.) 465 pkt. (ind.) |         |
| Wiedeń 1908   | Pistolet dowolny, 50 m, drużynowo | 2415 pkt. (druż.) 465 pkt. (ind.) |         |